# Мильтон, Эмилия Давыдовна
Эмилия Давыдовна Мильтон (полная фамилия Мильто́н-Краснопо́льская; (2 мая [15 мая] 1902 года, Умань — 12 февраля 1978, Москва, РСФСР, СССР) — советская актриса. Заслуженная артистка РСФСР (1960).

## Биография
Эмилия Мильтон родилась в 1902 году в городе  Умани – духовном центре  брацлавского хасидизма. Вследствие того, что ее родные не являлись верующими иудеями, семья переехала в  Одессу, где у ее главы вырисовывались лучшие карьерные перспективы. Несмотря на то, что все ее родственники были далеки от искусства, Эмилия Мильтон очень рано решила стать актрисой.
Начинала карьеру актрисы с роли в одесском театре «Красный факел», затем играла в Театре русской драмы (Киев), Харьковском театре драмы, Театре им. Гоголя (Москва), а также два сезона в Театре на Малой Бронной. В Киеве она познакомилась со своим будущим мужем, и с того времени официально носила двойную фамилию – Мильтон-Краснопольская. Но представляться предпочитала во французской манере – МильтОн. А все окружающие ее и вовсе считали немкой. В Москве Мильтон свела знакомство с такими известными актрисами, как  Фаина Раневская и  Серафима Бирман. В 1960 году ей было присвоено звание заслуженной артистки РСФСР.
Слава пришла к Эмилии Давыдовне с выходом сериала «Семнадцать мгновений весны». Фрау Заурих возникла в сюжете случайно, её не было ни в романе, ни в сценарии. Режиссёр Татьяна Лиознова ввела этот персонаж в повествование, чтобы как-то очеловечить образ разведчика, «утеплить», смягчить слишком уж серьёзного героя. Сцены встреч фрау Заурих со Штирлицем писались буквально на съёмочной площадке, и актриса схватывала любые указания и предложения и импровизировала.
Как каждому человеку нужно в жизни своей посадить хоть одно деревце, так и актёру — оставить память о себе, даже не образом в спектакле, а строками стихов, песни…
Эти слова принадлежат Эмилии Мильтон.
Скончалась Эмилия Мильтон 12 февраля 1978 года на 76-м году жизни после перенесённого инфаркта миокарда. Похоронена на Введенском (Немецком) кладбище рядом с мужем — актёром Алексеем Краснопольским (25 уч.).

## Фильмография
1. 1936 — Том Сойер — вдова Дуглас (Киевская киностудия «Украинфильм»)
2. 1939 — Большая жизнь — Лида Иванова, жена Никифора Степановича
3. 1941 — Богдан Хмельницкий — эпизод
4. 1956 — Костёр бессмертия — королева Елизавета I
5. 1956 — Как Джанни попал в ад — Цита
6. 1965 — Рано утром — медсестра в летнем лагере
7. 1966 — Берегись автомобиля — покупательница в комиссионке (нет в титрах)
8. 1970 — Внимание, черепаха! — глуховатая актриса
9. 1972 — Следствие ведут ЗнаТоКи. Шантаж — Прахова
10. 1973 — Семнадцать мгновений весны — фрау Заурих
11. 1973 — Кортик — Подволоцкая, бабушка Лёли, вдова профессора морской академии
12. 1974 — Северная рапсодия
13. 1974 — Скворец и Лира — гадалка Алихуб
14. 1974 — Совесть — соседка Кудрявцева, «капитанша» из 14-й квартиры
15. 1975 — Потрясающий Берендеев
16. 1976 — Легенда о Тиле — хозяйка трактира
17. 1976 — Марк Твен против… — тётушка Уиллер
18. 1976 — Пока арба не перевернулась — Кесария
19. 1978 — Доброта — Павла Васильевна